# 8251 Isogai
8251 Isogai eller 1980 WC är en asteroid i huvudbältet som upptäcktes den 8 november 1980 av den japanska astronomen Toshimasa Furuta vid Tokai-observatoriet. Den är uppkallad efter Rensuke Isogai, vän till upptäckaren.
Asteroiden har en diameter på ungefär 4 kilometer.